# Nicolas Burtin
Pour les articles homonymes, voir Burtin.
 (août 2021).
Nicolas Burtin, né le 15 janvier 1972 à Bonneville en France, est un skieur alpin français. Membre de l'équipe de France à partir de 1989, il prend part à 98 courses de coupe du monde (84 descentes, 13 super-G et un slalom géant). La seule victoire de sa carrière est la descente de Kvitfjell ; par ailleurs, il montera trois fois sur la deuxième marche du podium. Il dispute la dernière course de sa carrière en 2006. Il est le frère de Raphaël.

## Palmarès

### Coupe du monde
- Meilleur classement au Général : 16e en 1998.
- Meilleur classement en Descente: 3e en 1998.
- 1 victoire en Descente : Kvitfjell ( Norvège) en 1998.
- Trois deuxièmes places Kitzbühel ( Autriche), Garmisch Partenkirchen ( Allemagne) et Wengen ( Suisse) en 1998.

### Jeux olympiques
- 1994

6e en descente
- 1998

DNF en descente

### Classement Coupe du monde de descente 1997/1998
| Rang | Nom                | Pays     | Points |
| ---- | ------------------ | -------- | ------ |
| 1    | Andreas Schifferer | Autriche | 655    |
| 2    | Hermann Maier      | Autriche | 479    |
| 3    | Nicolas Burtin     | France   | 469    |
| 4    | Didier Cuche       | Suisse   | 424    |
| 5    | Jean-Luc Crétier   | France   | 414    |

### Arlberg-Kandahar
- Meilleur résultat : 26e place dans la descente 1994 à Chamonix

### Championnats de France
- Champion de France de Descente en 1998